# Maksutov-Cassegrain
Il telescopio Maksutov-Cassegrain è un telescopio riflettore in cui tutte le superfici ottiche sono sferiche.

## Caratteristiche
In questo tipo di telescopio lo specchio principale è sferico e la lastra correttrice (necessaria per correggere le aberrazioni) è costituita da un menisco con la concavità rivolta verso l'esterno. Il russo D.D. Maksutov è stato il primo, anche se non il solo, a stabilirne la fattibilità nel 1941 mentre il primo esemplare realizzato con successo si deve all'americano John Gregory negli anni cinquanta.

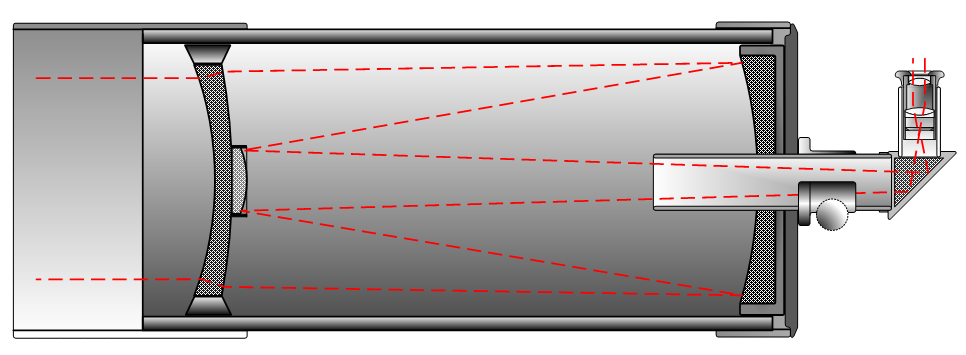
Schema ottico di un telescopio Maksutov-Cassegrain

La soluzione ideata da Gregory è quella che viene maggiormente utilizzata e consiste nel ricavare lo specchio secondario rendendo riflettente la parte centrale del menisco; per questo motivo tale telescopio è definito anche come Gregory-Maksutov.
Il menisco con le superfici sferiche e il secondario realizzato per alluminatura rende la fabbricazione semplice ma a causa dello spessore non può essere realizzato per diametri grandi; inoltre la curvatura interna del menisco (che deve essere calcolata, insieme a quella esterna, per ridurre al minimo le aberrazioni) fa sì che il telescopio abbia un rapporto f/D abbastanza spinto, solitamente compreso tra f/12 e f/15; tutto questo lo colloca fra i telescopi amatoriali per l'osservazione visuale.
Esistono anche altre varianti in cui lo specchio secondario è realizzato a parte e/o posizionato in una zona intermedia del tubo.

## Vantaggi
- Tutte le superfici ottiche sono sferiche, quindi sono più facili da lavorare e ci sono più possibilità di ottenere un esemplare eccellente
- Tubo molto corto rispetto alla focale
- Rispetto allo Schmidt-Cassegrain, immagini più contrastate per via della minore ostruzione

## Svantaggi
- Lento fotograficamente; normalmente f/12 - f/15
- Campo curvo
- Realizzabile solo per diametri contenuti

## Varianti
- Rutten-Maksutov o Rumak: la parte alluminata del menisco ha differente curvatura
- Sigler-Maksutov o Simak: lo specchio secondario è posizionato internamente
- Companar: simile al Simak ma dotato di un'ulteriore lastra correttrice